# Ronceverte
Ronceverte é uma cidade localizada no estado norte-americano de Virgínia Ocidental, no Condado de Greenbrier.

## Demografia
Segundo o censo norte-americano de 2000, a sua população era de 1557 habitantes.
Em 2006, foi estimada uma população de 1527, um decréscimo de 30 (-1.9%).

## Geografia
De acordo com o United States Census Bureau tem uma área de
3,7 km², dos quais 3,7 km² cobertos por terra e 0,0 km² cobertos por água. Ronceverte localiza-se a aproximadamente 664 m acima do nível do mar.

## Localidades na vizinhança
O diagrama seguinte representa as localidades num raio de 20 km ao redor de Ronceverte.